# Thanin Kraivichien
Thanin Kraivichien (in lingua thai: ธานินทร์ กรัยวิเชียร, trascrizione IPA: [tʰaː.nin krai.wí.t͡ɕʰian; trascritto anche Tanin Kraivixien) (Bangkok, 5 aprile 1927 – Bangkok, 23 febbraio 2025) è stato un politico, giurista e avvocato thailandese.
È passato alla storia per essere stato a capo di uno dei più repressivi governi della storia della Thailandia. Subito dopo l'esperienza  come primo ministro, entrò nel Consiglio privato del re di Thailandia - organo consultivo i cui membri vengono nominati esclusivamente dallo stesso sovrano - di cui fece parte fino al 2016.

## Biografia
Era figlio di Hae e Pa-ob Kraivichien, Il padre era un immigrato cinese proprietario di uno dei più grandi banchi dei pegni privati di Bangkok.
Dopo aver terminato le scuole superiori al College Suan-Kulab-Wittayalai di Bangkok, Thanin si iscrisse alla Facoltà di Giurisprudenza dell'Università Thammasat, ottenendo il bachelor nel 1948. Si trasferì poi in Inghilterra per studiare alla London School of Economics and Political Science  dell'Università di Londra, dove si laureò nel 1953. Fu quindi ammesso come barrister alla Gray's Inn, una delle quattro associazioni londinesi che abilitano alle professioni legali. Nella capitale britannica conobbe e sposò Karen Anderson, dalla quale ha avuto quattro figli.

### Carriera professionale
Al ritorno in patria trovò lavoro al Ministero della Giustizia e fece una rapida carriera come giudice, fino a diventare presidente della corte suprema del Paese. Nello stesso periodo tenne lezioni alle Università Thammasat e Chulalongkorn, nonché all'associazione dei barrister di Thailandia. Iniziò inoltre a scrivere libri che illustravano i pericoli del comunismo. Dopo le sollevazioni popolari che posero fine alla dittatura militare nel 1973, Thanin entrò a far parte dell'assemblea legislativa nominata dal re.

### Attività anticomuniste
Fu in quegli anni che si concluse la guerra del Vietnam con il ritiro delle forze armate statunitensi ed il trionfo dei comunisti in Vietnam, Laos e Cambogia. Le forze armate thailandesi, che per lungo tempo avevano appoggiato gli Stati Uniti nel conflitto, temettero che il prossimo obiettivo dei comunisti fosse quello di conquistare il potere in Thailandia e che gli attivisti di sinistra si stessero preparando a tale scopo. Nel 1973, imponenti dimostrazioni delle sinistre avevano costretto all'esilio il dittatore thailandese Thanom Kittikachorn; il governo era passato nelle mani dei civili per la prima volta dopo 26 anni e nel periodo successivo il Paese attraversò un periodo di instabilità.
I militari risposero cominciando a pianificare un colpo di Stato e addestrando nuovi gruppi paramilitari di controguerriglia anticomunista, i più importanti dei quali furono Nawaphon (Forza Nuova), Krating Daeng (Gaur Rossi) e Luk Suea Chaoban (Scout del Villaggio). Thanin divenne uno degli esponenti più importanti del movimento Nawaphon, che contava su circa 50.000 effettivi e godeva della copertura militare del Comando Operazioni per la Sicurezza Interna, un'unità antiguerriglia dell'esercito. Nawaphon era formato prevalentemente da alti ufficiali dell'esercito e da conservatori civili nazionalisti, le sue parole d'ordine erano 'nazione, religione e re', che dovevano essere difesi dai comunisti. I loro oppositori sostennero che suoi membri si erano resi responsabili degli omicidi di diversi attivisti di sinistra. In quel periodo, Thanin fu conduttore di un programma televisivo in cui attaccava i comunisti, il movimento studentesco e i progressisti

### Massacro e colpo di Stato del 6 ottobre 1976
Il pretesto per sopprimere il movimento di sinistra ed eseguire il colpo di Stato fu il ritorno dell'ex dittatore Thanom Kittikachorn dall'esilio, invitato da membri dell'esercito che sapevano quali conseguenze tale ritorno avrebbe comportato. Gli studenti si riunirono a protestare contro Thanom nella centrale piazza Sanam Luang di Bangkok il 30 settembre, spostandosi poi all'interno della vicina Università Thammasat. La manifestazione si protrasse nei giorni successivi ed il 6 ottobre la polizia e i gruppi paramilitari penetrarono nell'ateneo e compirono una strage tra i manifestanti passata alla storia come il massacro dell'Università Thammasat.
In quei giorni era stato creato il Consiglio Nazionale di Riforma Amministrativa (CNRA), una giunta militare composta da 24 membri e presieduta dall'ammiraglio Sangad Chaloryu, che nel rimpasto di governo del 25 settembre era stato nominato ministro della Difesa dal capo del governo, il conservatore moderato Seni Pramoj. Alle 18:30 del 6 ottobre, poche ore dopo la conclusione del massacro, la giunta del CNRA prese il potere. Sciolse il governo ed il parlamento, abolì la costituzione e fece arrestare svariati oppositori.

### Primo ministro

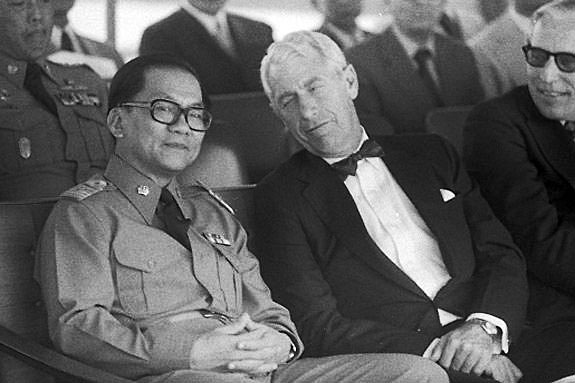
Thanin con l'ambasciatore statunitense Charles Whitehouse (c. 1976)

Due giorni dopo, con l'appoggio della giunta militare, re Bhumibol Adulyadej nominò primo ministro Thanin Kraivichien, che formò uno dei più feroci governi filo-monarchici ed anti-comunisti nella storia della Thailandia. L'esecutivo di Thanin fu il 39º stabilito con decreto reale nel Paese, e comprese le prime due donne ad essere nominate ministro: Wimolsiri Chamnarnvej agli Affari universitari e Lursakdi Sampatisiri ai Trasporti; alla Difesa fu confermato Sangad Chaloryu. Fu riformato il parlamento con la nomina di deputati graditi dalla giunta, venne stilata una nuova costituzione (promulgata il 22 ottobre 1976) e fu programmato un graduale ritorno alla democrazia in un lasso di tempo di 12 anni. La nuova costituzione garantì un potere enorme al primo ministro, che veniva investito di alcune prerogative tipiche del potere giudiziario, ma stabilì anche che lo stesso primo ministro ed il parlamento fossero sotto il controllo della giunta.
Tra le iniziative positive del suo governo vi furono la costruzione di 20 ospedali nelle zone rurali del Paese e la promozione di diversi progetti di volontariato, ma l'anno in cui fu primo ministro è tuttora ricordato per la feroce repressione e per l'ultranazionalismo che cambiò il volto di quasi tutti i segmenti della società thai.. Giornali e televisioni furono posti al vaglio della censura, ed alcuni furono fatti chiudere. Thanin ordinò a speciali reparti di polizia di irrompere in librerie specializzate nelle pubblicazioni di sinistra e confiscare o dare alle fiamme 45.000 libri, comprese le opere di Thomas Moore, George Orwell e Maksim Gor'kij. La repressione governativa si diffuse particolarmente nelle università, nei mass media e tra gli impiegati della pubblica amministrazione.
Dopo che i membri delle organizzazioni comuniste furono dichiarati passibili di condanna alla pena di morte, circa 800 attivisti di sinistra delle città si rifugiarono nei vicini paesi comunisti e molti studenti che avevano manifestato il giorno del massacro si rifugiarono nella giungla, dove si unirono alla guerriglia comunista. Ebbe inizio una serie di azioni anti-governative di guerriglia, che avrebbero raggiunto massima intensità all'inizio del 1977.
Nel marzo del 1977, un gruppo di giovani ufficiali delle forze armate chiamato Giovani Turchi cercò senza successo di rovesciare il suo governo. Le persecuzioni politiche ed il mancato rispetto dei diritti umani provocarono un crescente malumore tra la popolazione e furono oggetto di dibattito anche nel parlamento americano, che minacciò di tagliare gli aiuti economici alla Thailandia. Il 20 ottobre 1977, la giunta del CNRA fece un altro colpo di Stato obbligando Thanin a dimettersi e l'incarico di primo ministro fu affidato al generale Kriangsak Chomanan, comandante supremo delle Forze Armate e principale ispiratore del golpe del 6 ottobre 1976.

### Membro del Consiglio privato di Thailandia
Dopo le dimissioni, Thanin fu nominato da re Bhumibol membro del Consiglio privato, la più alta tra le cariche della corte reale thai a cui un civile può ambire. Vi rimase per i successivi 39 anni e nel 2016, alla morte del sovrano, Thanin sostituì alla presidenza del Consiglio privato l'ex primo ministro Prem Tinsulanonda, chiamato alla reggenza nel periodo di lutto osservato dall'erede al trono Vajiralongkorn. Dopo l'ascesa al trono, uno dei primi atti del nuovo re fu la nomina nel dicembre 2016 dei nuovi membri del Consiglio privato, dal quale Thanin fu estromesso.